# E.P. Thompson
Edward Palmer Thompson, vanligen kallad E.P. Thompson, född 3 februari 1924 i Oxford, död 28 augusti 1993 i Worcester, var en brittisk marxistisk historiker. Han var en av Storbritanniens mer namnkunniga efterkrigshistoriker tillsammans med bland andra Eric Hobsbawm och Perry Anderson. Thompson skrev arbeten om bland annat chartiströrelsen och ett verk om William Morris. 

## Marxisten
Ungernhändelserna och Nikita Chrusjtjovs hemliga tal år 1956 uppfattar han själv som vattendelaren i sin egen politiska uppfattning. År 1944 inträdde han i det brittiska kommunistpartiet. År 1956 blev han tillsammans med 10 000 andra suspenderad och sedermera utesluten för att ha protesterat mot den sovjetiska invasionen i Ungern. Under slutet av 1950-talet och i början av 1960-talet fann han en plattform först i New Reasoner och därefter i den tidiga New Left Review, där han argumenterade för en reformkommunism med stark tonvikt på försvaret av mänskliga rättigheter. Inspirerad av sin vän, den amerikanske Sociologen C. Wright Mills och dennes "Letter to the New Left" (1960) var han en av initiativtagarna till den "nya vänstern". Men för den "nya vänstern" under 1960-talet var denna reformkommunism alltför måttfull; vid mitten av decenniet utmanövrerades Thompson och hans grupp, och New Left Review övertogs av mera radikala element som Perry Anderson och Tom Nairn. Thompson har därefter knappast haft någon direkt position inom den brittiska vänsterrörelsen. Sedan ägnade han sig främst sina krafter åt den internationella fredsrörelsen, där han spelade en viktig roll som ideolog och inspiratör.

## Historikern
I sitt magistrala verk om den engelska arbetarklassens tillblivelse, The Making of the English Working Class, är udden tydligt riktad mot de strukturalistiska marxisterna. För Thompson var klassen inte någon abstrakt social relation, som hölls samman genom att de olika individerna intog liknande roller i produktionsprocessen. Istället såg han som avgörande det sätt på vilket människor konkret uppfattade sina gemensamma intressen och om de handlade med syfte att uppnå gemensamma mål. 
Inom den marxistiska traditionen fanns sedan tidigare en distinktion mellan vad man kallade klass i sig och klass för sig. Med klass i sig åsyftades en grupp människor som kännetecknades av sin gemensamma ställning i produktionsprocessen, med klass för sig däremot en grupp som också var medveten om denna gemenskap och lade den till grund för handling. Man skulle kunna säga att Thompsons syn på klassen handlade om klassen för sig. Men det är inte riktigt korrekt heller. För att klassen skulle formas som ett handlande subjekt i historien ställde traditionella marxister krav på att den skulle besitta ett klassmedvetande. Vad marxismen menar med klassmedvetande är inte entydigt. Vissa menade att det var tillräckligt och gruppen handlade gemensamt och därigenom var medveten om att de hade ett gemensamt mål. Andra däremot ställde krav också på att handlandet skulle vara ev en viss typ, nämligen revolutionärt. Syftet skulle vara att språnga och stöpa om det dominerande relationsmöntret, handlingarna skulle inte vara integrativa. Men Thompson accepterade inte tanken på klassmedvetandet, varken i den mildare eller striktare meningen. Den, menade han, byggde på historikerns efterhandskonstruktion. Utifrån det sätt som forskaren uppfattade samhället postulerade han ett medvetande: feodalbonden var utsatt för ett strukturellt förtryck som enbart kunde upphävas genom ett klasskrig mot godsägaren, bönderna var medvetna i den mån de insåg och agerade mot detta förtryck. Vid sidan av ett sant medvetande kunde man tala om ett falskt sådant. Bönderna som vädjade till kungen om hjälp och bistånd mot godsherrarna var fångna i ett sådant falskt medvetande. De förstod inte att staten var en klasstat och kungen den förnämste av godsägarna. Istället för att postulera vad människor borde ha tyckt och tänkt måste vi, menade Thompson, försöka förstå varför människor väljer att agera tillsammans i en grupp utifrån aktörernas egna förutsättningar. 
Vad gick Thompsons kritik mot Louis Althussers strukturalism ut på? 
- För det första menar Thompson att Althusser är idealist i filosofisk mening. Althussers strukturbegrepp överflyglar och dominerar det sociala varat. Althusser gör felet att blanda samman en i och för sig nödvändig kritik av en enögd empiricism, som den utformats främst av Popper, med den nödvändiga dialog med den empiriska verkligheten som är oundgänglig för all samhällsvetenskap. Tolkad på Althussers sätt upphör teorin att vara ett instrument för att förstå - och förändra - samhället. Istället har den blivit ett teologiskt system inneslutet i sig självt.[8]
- För det andra finns det drag i Althussers marxism som röjer dess idémässiga beroende av fransk strukturalism. Typiskt för denna inriktning är en statisk samhällssyn som i praktiken utesluter förändringar som inte själva betingas av det strukturella systemet. Historien blir en process utan subjekt.[9]
- För det tredje diskuterar Thompson det politiska innehållet i Althussers lära. I sin kritik av den s.k. borgerliga humanismen, dem som menade att marxismen var en humanism, menade Althusser att all moral var underställd klasskampen. Detta rimmade illa med Thompsons åskådning sedan 1956, som kan definieras som "kommunism med mänskligt ansikte".[10]

Thompsons position kritiserades av andra historiematerialister för att vara idealistisk och individualistisk. En beröringspunkt finns mellan Thompsons klassbegrepp och den metodologiska individualismen. Thompsons kritik av den strukturalistiska marxismen är emellertid en historikers kritik, som dessutom utgår från en bestämd uppfattning om vad som är historia. Historia för honom handlar om förändring och den kan bara studeras om vi kan fixera blicken vid de historiska aktörerna.

### På svenska
- Protestera och överlev! (Protest and survive) (red.: E. P. Thompson och Dan Smith, översättning Lars Krumlinde) (Gidlund, 1982)
- Herremakt och folklig kultur: socialhistoriska uppsatser (översättning Gunnar Gällmo) (Författarförlaget, 1983)
- Sykaosdokumenten (The Sykaos papers) (översättning Sven Christer Swahn) (Författarförlaget Fischer & Rye, 1989)